# Toxorhina (Toxorhina) infumata
Toxorhina (Toxorhina) infumata is een tweevleugelige uit de familie steltmuggen (Limoniidae). De soort komt voor in het Australaziatisch gebied.